# Cyriocosmus venezuelensis
Espèce
Cyriocosmus venezuelensis est une espèce d'araignées mygalomorphes de la famille des Theraphosidae.

## Distribution
Cette espèce est endémique du Venezuela. Elle se rencontre au Lara et au Carabobo.

## Publication originale
- Kaderka, 2010 : Cyriocosmus venezuelensis sp. n. from Venezuela (Araneae: Theraphosidae: Theraphosinae). Revista Iberica de Aracnologia, vol. 18, p. 87-96.